# ديب واتر هورايزن (فلم)
ديب واتر هورايزن(الإنجليزية: Deepwater Horizon)هو فيلم سيرة ذاتية وكوارث تم إنتاجه في الولايات المتحدة وصدر في سنة 2016. الفيلم من إخراج بيتر بيرغ وكتابة ماثيو مايكل كارناهان وماثيو ساند. طاقم التمثيل يشمل مارك والبيرغ وكيرت راسل وجون مالكوفيتش وديلن أوبراين وكيت هدسون. الفيلم مبني على أحداث أنفجار ديب واتر هورايزن والتسرب النفطي في خليج المكسيك في عام 2010.
بدأ تصوير ديب واتر هورايزن في 27 أبريل 2015 في نيو أورلينز بلويزيانا. حظي الفيلم بعرضه الأول في مهرجان تورونتو السينمائي الدولي 2016، وصدر بدور العرض في 30 سبتمبر 2016.

## قصة
تدور احداث فيلم Deepwater Horizon 2016 ‘‘ ديب واتر هورايزن ‘‘ حول عالم النفط والتنقيب عنه الذي يوجد في أعماق البحار والمحيطات، حيث تنفجر واحدة من منصات النفط عام 2010 في (الولايات المتحدة الأمريكية)، لينتج عن هذا الانفجار أكبر تسرب نفطي حدث في تاريخ الولايات المتحدة الأمريكية بأسرها

## الممثلون والشخصيات
- مارك والبيرغ بدور مايك وليامز
- كيرت راسل بدور بريندان
- جون مالكوفيتش بدور دونالد فدرين
- جينا رودريجيز بدور أندريا فليتز
- ديلن أوبراين بدور كاليب هولواي
- كيت هدسون بدور فيليشا وليامز
- إيثان سوبلي بدور جيسون أندرسون

## الاستقبال

### رأي النقاد
تلقى الفيلم مراجعات إيجابية من قبل النقاد. الفيلم حصل على تقييم 81% على موقع الطماطم الفاسدة، بناءً على 127 مراجعة، مع متوسط تقييم 7/10. ميتاكريتيك أعطى الفيلم 66 من 100 بناءً على 45 مراجعة نقدية. حسب موقع سينما سكور، أعطى جمهور السينما الفيلم متوسط درجة "-A" على مقياس من A+ إلى F.

## وصلات خارجية
- مقالات تستعمل روابط فنية بلا صلة مع ويكي بيانات

لا توجد روابط لمواقع التواصل الاجتماعي.